# Sidi Ameur (distrito)
Sidi Ameur é um distrito localizado na província de M'Sila, Argélia, e cuja capital é a cidade de mesmo nome. O distrito é composto por duas comunas.[carece de fontes?]